# 조선교육심의회
조선교육심의회(朝鮮敎育審議會)는 미군정 시기 미군정청 학무국 산하 문교 정책 자문기구이다.

## 설립
1945년 9월 16일 미군정의 문교정책 담당인 미육군대위 라카드(E.N. Lockard)가 한국인 자문기구를 만들 뜻을 밝혀 7인의 한국교육위원회가 구성되었다. 3명이 추가되어 10인의 위원회가 여러 미군정의 일을 처리해오다가 1945년 11월 14일 열린 제1차 전체 회의에는 한국인 교육자 · 언론인 · 정치인 및 군정청 직원 100여 명이 참여하였다. 이 회의에서 교육이념, 교육제도, 교육행정, 초등교육, 중등교육, 직업교육, 사범교육, 고등교육, 교과서, 의학교육 등 10개의 분과위원회를 두기로 결정하였다. 그 중 3개의 분과를 제외하고는 모두 미군 장교들이 위원으로 동참하였다.
각 분과위원회는 매주 1~3회 회의를 열고 학무국에서 마련한 의제에 대해 협의하고, 그 결과를 전체 회의에 제출해 최종 결의하였다. 전체 회의 심의 결과는 학무국에 건의되었으며, 상당 부분 수정 없이 원안대로 실행되었다. 4개월 동안 분과위원회는 105회, 전체 회의는 20회가 열렸으며, 1946년 3월 7일 전체 회의를 마지막으로 활동을 종료하였다.

## 활동
이 기구가 한 중요한 일은 교육이념을 ‘홍익인간의 건국이상’으로 정한 것과 6-3-3-4의 단선형 학제 및 미국식 학제를 채택한 것이다. 또한 초등단계의 의무교육제를 건의하였는데, 이상의 내용은 정부 수립 후 교육법에 모두 반영되었다.

## 의의
한국인이 심의회를 통해 미군정청의 교육정책 수립에 주도적으로 참여하였다는 긍정적인 평가도 있지만, 부정적인 평가도 있다. 심의회에 주도적으로 참여하였던 인사들은 대부분 친미 성향이거나 보수적인 성향의 인사들로서, 정부 수립 이후 교육 주도 세력으로 자리매김하게 된다. 이로 인해 한국 교육 엘리트의 정치 성향과 문화 지향성의 편향을 만들어냈다는 비판을 받고 있다.